# Ocotea dominicana
Ocotea dominicana är en lagerväxtart som först beskrevs av Meissner, och fick sitt nu gällande namn av Richard Alden Howard. Ocotea dominicana ingår i släktet Ocotea och familjen lagerväxter. Inga underarter finns listade i Catalogue of Life.